# Idaea blaesii
Idaea blaesii is een vlinder uit de familie spanners (Geometridae). De wetenschappelijke naam is voor het eerst geldig gepubliceerd in 1992 door Lenz & Hausmann.
De soort komt voor in Europa.